# チェスボロー
チェスボロー（英：Cheseborough）は19世紀のアメリカ合衆国の貨物船。青森県の沿岸で嵐に遭い、座礁事故を起こした。

## 歴史

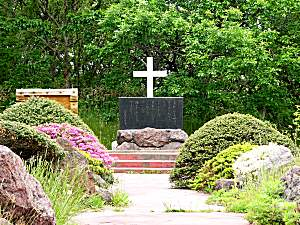
チェスボロー号遭難慰霊碑

チェスボローはアメリカ合衆国メイン州のバス市で建造された、3本のマストを有する帆船である。 
1889年（明治22年）、神戸と函館で積荷の石油を下ろし、函館で硫黄を積み込んでアメリカへ向けて出港した。 
10月30日、折からの暴風によって青森県車力村（現・つがる市）沖の日本海で座礁した。硫黄が荒波にのまれて海を黄色く染めるなか、村人たちは懸命な救助活動を行った。 
ある船員は瀕死の状態で海岸に打ち上げられたが、村の女性が人肌で温めたことにより回復した。船員23名のうち生存者はわずか4名であった。救助の支援を要請するため、健脚な若者2人が青森県庁まで約64キロメートルの道のりを走って状況を伝えた。  
生存者4名は無事にアメリカへ帰国を果たした。一方、犠牲となった19名も村人の手によって捜索され、手厚く埋葬された。1970年（昭和45年）には慰霊碑が建立され、以降つがる市とバス市の両自治体の人々による慰霊祭が続いている。 